# Baptiste Masotti
Pour les articles homonymes, voir Masotti.
Baptiste Masotti, né le 5 juin 1995 à Niort, est un joueur professionnel de squash représentant la France. Il atteint en janvier 2024 la 13e place mondiale sur le circuit international, son meilleur classement.

## Biographie
Après un début de saison 2019-2020 difficile avec une seule victoire en trois tournois, il dispute son premier tournoi platinum lors de l'Open d'Égypte en octobre et élimine successivement l'ancien champion d'Europe Borja Golán, le no 9 mondial et ancien vainqueur du British Open Miguel Ángel Rodríguez et l'ancien champion du monde junior Eain Yow Ng pour se hisser en quart de finale et jouer sur le court vitré devant les Pyramide de Khéops. À la faveur de ces bons résultats, il intègre le top 50 en décembre 2019. Lors des championnats du monde 2020-2021, il atteint le 3e tour, seulement stoppé par l'ancien champion du monde Karim Abdel Gawad.
En novembre 2021, il intègre pour la première fois le top 20.

## Palmarès

### Titres
- Championnats d'Europe par équipes : 2 titres (2015, 2018)

### Finales
- Championnat d'Europe par équipes : 3 finales (2023, 2024, 2025)